# 정영철 (프로게이머)
정영철(1988년 4월 11일~ )은 대한민국의 전직 스타크래프트 프로게이머이다. 저그 유저이며 아이디는 Thezerg[Alive]이다.
2005년 하반기 드래프트에서 POS(현 MBC게임 히어로)의 3차 지명으로 입단하였다.
프로리그에서 주로 팀플레이를 담당했으며, 특히 강구열(MBC게임 히어로)과 호흡을 맞춘 2006 시즌엔 소속팀의 후기리그 및 그랜드 파이널 우승에 크게 기여했다.
2008년 8월, 인크루트 스타리그 36강에 진출한 정영철은 1차전에서 저그전 강자 진영수(STX SouL)를 2:0으로 셧아웃시키는 파란을 일으켰다. 또한 2차전에선 윤종민(당시 SK텔레콤 T1, 현재 은퇴)과 하이브 유닛까지 투입되는 보기 드문 저그 대 저그전을 선보이며 2:1로 승리, 16강에 진출하였다. 비록 16강에선 1승 2패로 탈락하였으나, 팀플레이 선수 이미지가 강했던 그로선 뛰어난 개인전 카드로 재평가받는 계기가 된 성과였다.
2008년 11월, 정영철은 MBC게임 히어로로부터 SK 텔레콤 T1으로 현금 트레이드 되었다. 신한은행 프로리그 08-09 1라운드에서 저그 전패를 기록한 SK텔레콤 T1의 즉시 전력감으로 이적한 정영철은 12월 로스터 등록 후 곧바로 실전에 투입 되었으나 오랜만의 출전으로 잦은 패배를 기록했었다.
그러나 4라운드부터 공군 ACE에서 전역한 성학승코치가 3라운드동안 저그선수들을 계속 조련한 결과 정영철은 팀에 계속 승리를 안겨주며 T1 저그의 주축선수로 자리매김 하였다. 하지만 또 다시 연패를 기록하며 주축에서 밀려나기 시작했고 신한은행 프로리그 09-10에서는 2번 출전해서 모두 패배, 3라운드 이후로는 로스터에서 등록과 말소를 반복하며 볼 수 없게 되었다.
2010년 9월 은퇴가 공시되었다.

## 수상 경력
- 2005년 삼성전자 매직스테이션 스타리그 준우승
- 2005년 제14회 커리지매치 입상
- 2006년 SKY 프로리그 2006 전기리그 준우승
- 2007년 SKY 프로리그 2006 후기리그 우승
- 2007년 SKY 프로리그 2006 그랜드 파이널 우승
- 2007년 제 2회 KeSPA컵 스타크래프트 부문 우승
- 2008년 인크루트 스타리그 2008 16강
- 2008년 바투 스타리그 08~09 36강
- 2009년 박카스 스타리그 2009 36강
- 2009년 신한은행 프로리그 08-09 우승
- 2009년 경남-STX컵 마스터즈 2009 우승